# ليوناردو أرغيو باريتو
ليوناردو أرغيو باريتو (بالإسبانية: Leonardo Argüello Barreto) (و. 1875 – 1947 م) هو سياسي من نيكاراغوا، ولد في ليون، نيكاراغوا، توفي في مدينة مكسيكو، عن عمر يناهز 72 عاماً.